# Make Your Move (phim)
Make Your Move (tựa đề khác là Cobu 3D hay Make Your Move 3D) là một phim độc lập dance của Mỹ-Hàn Quốc năm 2013 lấy cảm hứng từ Romeo và Juliet có sự tham gia của ca sĩ K-pop BoA và vũ công ballroom Derek Hough. Phim đạo diễn bởi Duane Adler, nhà viết kịch bản cho Save the Last Dance (2001) và Step Up (2006).